# Eumerus barbarus
Eumerus barbarus is een vliegensoort uit de familie van de zweefvliegen (Syrphidae). De wetenschappelijke naam van de soort is voor het eerst geldig gepubliceerd in 1804 door Coquebert.